# Harmonium (album d'Harmonium)
Pour les articles homonymes, voir Harmonium (homonymie).
Albums de Harmonium
Si on avait besoin d'une cinquième saison
(1975)
Harmonium est le premier album du groupe musical québécois éponyme. Il est paru le 20 février 1974 au Québec et réédité sur CD en 1992.

## Historique
Serge Fiori, Michel Normandeau et Louis Valois sont en quête d'un label qui leur permettra d'enregistrer leur premier disque. Leur gérant, Yves Ladouceur, réussit à convaincre le label torontois Quality Records, reconnu pour ses disques de disco américain, de donner une chance au groupe. Un contrat est signé et Harmonium se retrouve en studio du 4 au 10 janvier 1974 : à raison de dix heures par jour et avec un maigre budget de 6 000 $, Harmonium enregistre son disque homonyme au studio Tempo, situé sur l'Avenue McGill College à Montréal. Michel Lachance est l'ingénieur de son proposé par le réalisateur Bob Morten, et celui-ci s'entend à merveille avec le groupe. Fred Torak les joint à titre d'arrangeur musical. Cet enseignant de musique jazz de l'université McGill et ancien membre du groupe « Les quatre Français »,, qui avait fait la première partie du spectacle des Beatles au Forum de Montréal le 8 septembre 1964, crée des liens solides avec Serge Fiori et lui fait découvrir la musique de James Taylor; ils discutent aussi de Joni Mitchell, qui deviendra plus que jamais une inspiration pour le jeune musicien.
Lors de la dernière journée d'enregistrement, Normandeau et Fiori sortent du studio et recrutent une dizaine de volontaires parmi la foule du samedi sur la rue St-Catherine pour former des chœurs en vue de l'enregistrement de la finale de la chanson Un musicien parmi tant d'autres. Le disque est mixé sans la présence du groupe, mais Lachance reste fidèle à l'esprit voulu par le groupe, et les membres sont satisfaits du résultat. Le lancement a lieu le 20 février 1974, au club Le Patriote, avec un concert diffusé en direct à la radio sur les ondes de CKVL FM  Le succès est immédiat : 100 000 disques sont vendus en quelques mois, et une tournée s'ensuit, qui amènera le groupe jusqu'à Toronto, fait rarissime à cette époque pour un groupe francophone.
L'album a atteint la première position du palmarès québécois le 5 avril 1974 et est resté dans les charts pour 76 semaines . En 2007, le journaliste Bob Mersereau place cet album à la 77e position dans son livre The Top 100 Canadian Albums (en). Ce disque a été réédité sur CD en 1992, augmenté de la chanson 100,000 raisons, la face B du 45 tours Pour un instant, placée en cinquième position, entre les faces 1 et 2 du 33 tours originel.
En 2019, les chansons Harmonium, Aujourd'hui, je dis bonjour à la vie, Un musicien parmi tant d'autres et De la chambre au salon, cette dernière qui sort en single promotionnel, sont retravaillées par Serge Fiori, Louis-Jean Cormier et Alex McMahon pour la bande-son du spectacle du cirque Éloize et sont publiées dans un album intitulé Seul ensemble. L'année suivante, les chansons de tous les albums du groupe ont été adaptées en œuvre symphonique par le chef d’orchestre Simon Leclerc et publiées sur Histoires sans paroles : Harmonium symphonique.

### Harmonium XLV
Le 6 décembre 2019 est sorti Harmonium XLV, une réédition remixée par l'ingénieur du son Guillaume Chartrain (qui remixa  aussi Seul ensemble). Contrairement à l'édition CD de 1992 qui était tiré d'un repiquage d'un vinyle, ce remixage utilise les trois rubans deux pouces contenant les seize pistes d'origine et on omet 100,000 raisons, la face B du 45 tours associé. Cette réédition comprend la version alternative Pour un instant XLV, une autre prise de la chanson possédant une partition inédite d'harmonica joué à l'époque par Michel Normandeau. De même, on découvre la finale complète de la chanson Aujourd'hui, je dis bonjour à la vie où la fin du solo de guitare avait été coupé en fondu de près de 45 secondes lors du mixage originel. Sur cette même chanson, les voix d'enfants jouant dans la cour de l'école Lajoie à Outremont qui ouvraient la piste ont dû être réenregistrées car le ruban originel était disparu. Comme à l'époque, à la fin, une fillette s'approche pour demander « qu’est-ce que vous faites? ».

## Liste des chansons

### Édition originale
| 1. | Harmonium                            | Serge Fiori, Michel Normandeau                                   | 6:30 |
| 2. | Si doucement                         | Serge Fiori                                                      | 4:20 |
| 3. | Aujourd'hui, je dis bonjour à la vie | Serge Fiori                                                      | 5:45 |
| 4. | Vieilles courroies                   | Musique : Serge Fiori / Paroles : Michel Normandeau, Serge Fiori | 5:40 |

| 5. | Attends-moi                     | Musique : Serge Fiori / Paroles : Serge Fiori, Michel Normandeau       | 4:29 |
| 6. | Pour un instant                 | Musique : Serge Fiori, Michel Normandeau / Paroles : Michel Normandeau | 3:16 |
| 7. | De la chambre au salon          | Serge Fiori                                                            | 5:35 |
| 8. | Un musicien parmi tant d'autres | Serge Fiori                                                            | 7:02 |

### Réédition CD
| No | Titre                                | Auteur                                                                 | Durée |
| -- | ------------------------------------ | ---------------------------------------------------------------------- | ----- |
| 1. | Harmonium                            | Serge Fiori, Michel Normandeau                                         | 6:30  |
| 2. | Si doucement                         | Serge Fiori                                                            | 4:20  |
| 3. | Aujourd'hui, je dis bonjour à la vie | Serge Fiori                                                            | 5:45  |
| 4. | Vieilles courroies                   | Musique : Serge Fiori / Paroles : Michel Normandeau, Serge Fiori       | 5:40  |
| 5. | 100,000 raisons (Piste ajoutée)      | Serge Fiori, Michel Normandeau                                         | 3:45  |
| 6. | Attends-moi                          | Musique : Serge Fiori / Paroles : Serge Fiori, Michel Normandeau       | 4:29  |
| 7. | Pour un instant                      | Musique : Serge Fiori, Michel Normandeau / Paroles : Michel Normandeau | 3:16  |
| 8. | De la chambre au salon               | Serge Fiori                                                            | 5:35  |
| 9. | Un musicien parmi tant d'autres      | Serge Fiori                                                            | 7:02  |

### Harmonium XLV
| No | Titre                                | Auteur                                                                 | Durée |
| -- | ------------------------------------ | ---------------------------------------------------------------------- | ----- |
| 1. | Harmonium                            | Serge Fiori, Michel Normandeau                                         | 6:24  |
| 2. | Si doucement                         | Serge Fiori                                                            | 4:24  |
| 3. | Aujourd'hui, je dis bonjour à la vie | Serge Fiori                                                            | 6:27  |
| 4. | Vieilles courroies                   | Musique : Serge Fiori / Paroles : Michel Normandeau, Serge Fiori       | 5:35  |
| 5. | Attends-moi                          | Musique : Serge Fiori / Paroles : Serge Fiori, Michel Normandeau       | 4:39  |
| 6. | Pour un instant XLV                  | Musique : Serge Fiori, Michel Normandeau / Paroles : Michel Normandeau | 3:06  |
| 7. | De la chambre au salon               | Serge Fiori                                                            | 5:43  |
| 8. | Un musicien parmi tant d'autres      | Serge Fiori                                                            | 7:06  |

## Interprètes
Harmonium (* sur Pour un instant XLV)
- Serge Fiori – guitare acoustique 6 cordes et 12 cordes, flûte traversière, chant, chœurs
- Michel Normandeau – guitare acoustique 6 cordes, chœurs (harmonica *)
- Louis Valois – guitare basse, pianos électrique et acoustique, chœurs

Musiciens additionnels
- Réjean Émond – batterie
- Alan Penfold – bugle (sur Harmonium)
- Bob Morten – congas  (sur Si doucement)
- Guillaume Chartrain – tambourin *
- Louis-Jean Cormier – guitare acoustique *
- Alex McMahon – Orgue Hammond B3 *

## Équipe de production
- Producteur : R.A. « Bob » Morten
- Enregistré au studio Tempo, Montréal
- Ingénieur : Michel Lachance
- Arrangements et direction musicale : Fred Torak
- Photographe : Robert Lussier
- Direction artistique : Yves Ladouceur (Concept Québec)